# Cormack
Pour les articles homonymes, voir Cormack (homonymie).
Cormack est une ville située sur la péninsule Northern de l'île de Terre-Neuve dans la province de Terre-Neuve-et-Labrador au Canada.

## Annexe